# Đồng tự sinh

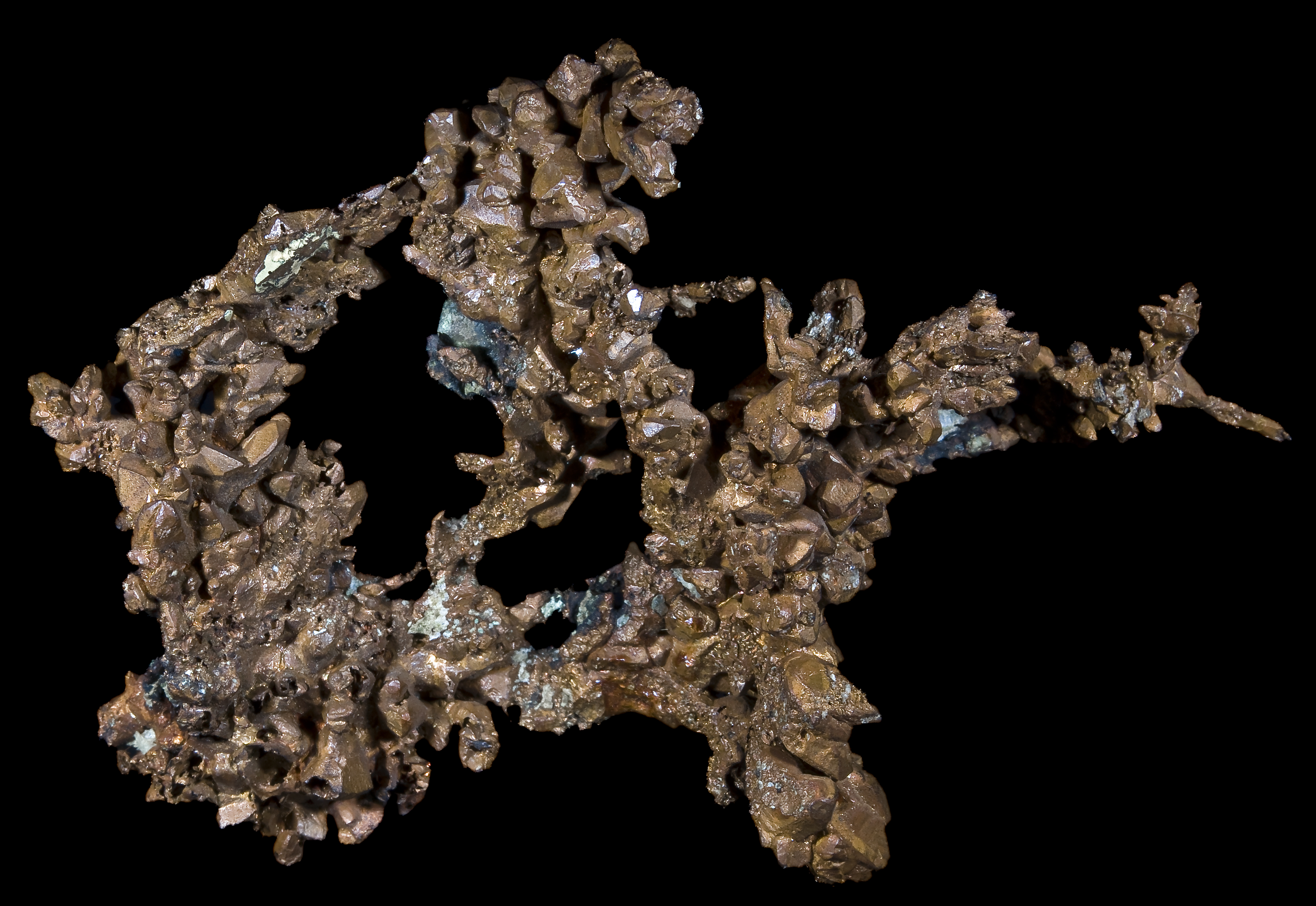
Đồng tự sinh (mẫu ~4 cm)

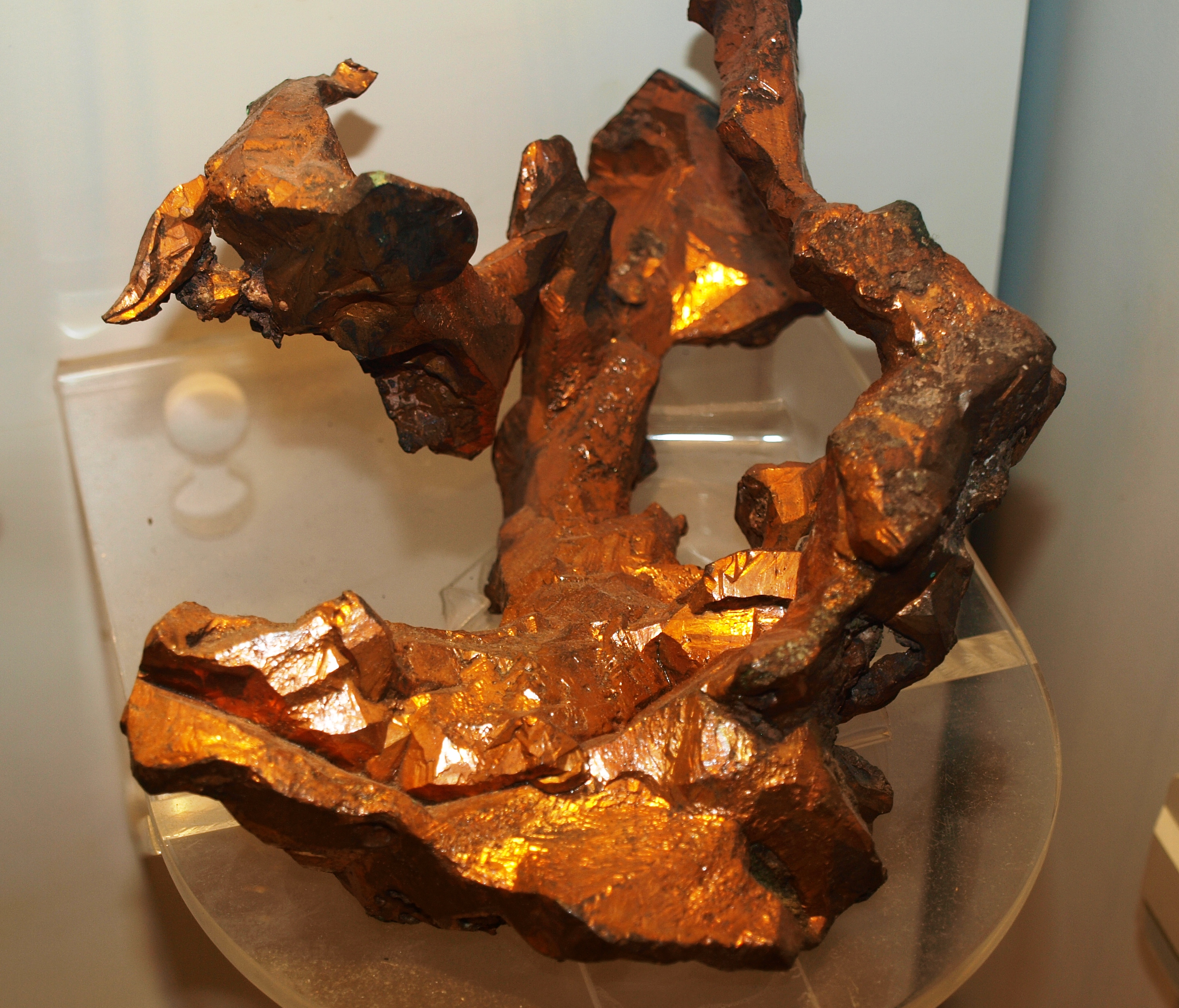

Đồng tự nhiên hay đồng tự sinh là một trong những dạng không kết hợp của đồng kim loại. Nó xuất hiện trong tự nhiên ở dạng độc lập, không kết hợp với các nguyên tố khác, mặc dù chúng thường ở trạng thái bị oxy hóa và hỗn hợp với các nguyên tố khác. Đồng tự sinh là một loại quặng đồng quan trọng trong lịch sử nhân loại, đánh dấu một bước ngoặt văn minh của loài người là thời kỳ đồ đồng.
Đồng tự sinh rất hiếm ở dạng các tinh thể hình lập phương cùng kích thước và bát diện (tám mặt), thường ở dạng khối không đều và lấp đầy trong các khe đứt gãy. Nó có màu ánh đỏ, cam và nâu khi nhìn vào các mặt chưa phai của nó, nhưng khi bị phong hóa sẽ tạo thành một lớp phủ bên ngoài có màu lục xỉn của cacbonat đồng (II) như gỉ đồng hoặc xanh đồng. Tỷ trọng riêng của nó khoảng 8,9 và độ cứng theo thang độ cứng Mohs là 2,5-3.
Các mỏ đồng tự sinh ở Keweenaw, Thượng Michigan là các mỏ được khai thác chủ yếu vào thế kỷ 19 và đầu thế kỷ 20, và cũng là mỏ đồng tự sinh lớn nhất thế giới. Thổ dân da đỏ đã khai thác đồng ở mức độ nhỏ, và các dấu vết còn lại của việc buôn bán giữa người da trắng (Bắc Mỹ) và người bản địa được chứng minh bằng phân tích đồng vị phóng xạ. Các mỏ thương mại đầu tiên ở bán đảo Keweenaw (tên thường gọi là "đất nước đồng" hay "đảo đồng"), được khai thác vào những năm 1840. Đảo Royale phía tây hồ Superior, cũng là nơi đã được khai thác hàng tấn đồng tự sinh. Một phần trong số đó được khai thác bởi người bản địa, nhưng chỉ một số ít mang lại lợi nhuận cho vùng này.
Mỏ đồng tự sinh lớn khác cũng được tìm thấy ở Corocoro, Bolivia.
Tên Latin của đồng (cuprum) xuất phát từ tiếng Hy Lạp là kyprios, của Cyprus, nơi các mỏ đồng được tìm thấy đầu tiên trong thời cổ đại.